# Себолада
Себола́да (пол. Cebolada, вимовляється сібулада) — це португальська тушкована цибуля, цибулевий соус або паста, яка готується разом з цибулею як основний інгредієнт. Версії, приготовані у вигляді пасти, можуть готуватися повільно.    

## Приготування
Для приготування беруть 3 столові ложки оливкової олії, 4 цибулини середнього розміру, подрібнені, 2 зубчики часнику, подрібнені, 1 столова ложка томатної пасти, 1 столова ложка соусу пім'єнто, 1 столова ложка червоного оцту, 1 чайна ложка паприки, 1/2 склянки води, сіль. 
На сковороду над середньою температурою додають оливкову олію, цибулю та часник, варіть близько 5 хвилин, поки цибуля не стане прозорою, потім додайте томатну пасту, соус пім'єнто, паприку, сіль і воду, продовжуйте готувати, дуже добре помішуючи пару хвилин.

## Страви з себоладою
Себолада може супроводжувати різні страви, наприклад, страви з морепродуктів. Atum de cebolada — страва, приготована зі стейком з тунця і себоладою з карамелізованою цибулею.   
Цеболада використовується на стравах з яловичини, таких як «bifes de cebolada» (також її називають bife de cebolada), в якій використовуються тонко нарізаний стейк і цеболада.   Додатковими інгредієнтами в приготуванні страви є біле вино, оцет і масло.  Bifes de cebolada — частий пункт меню в португальських ресторанах, і традиційно його подають з португальською смаженою картоплею.  